# 图瓦共和国

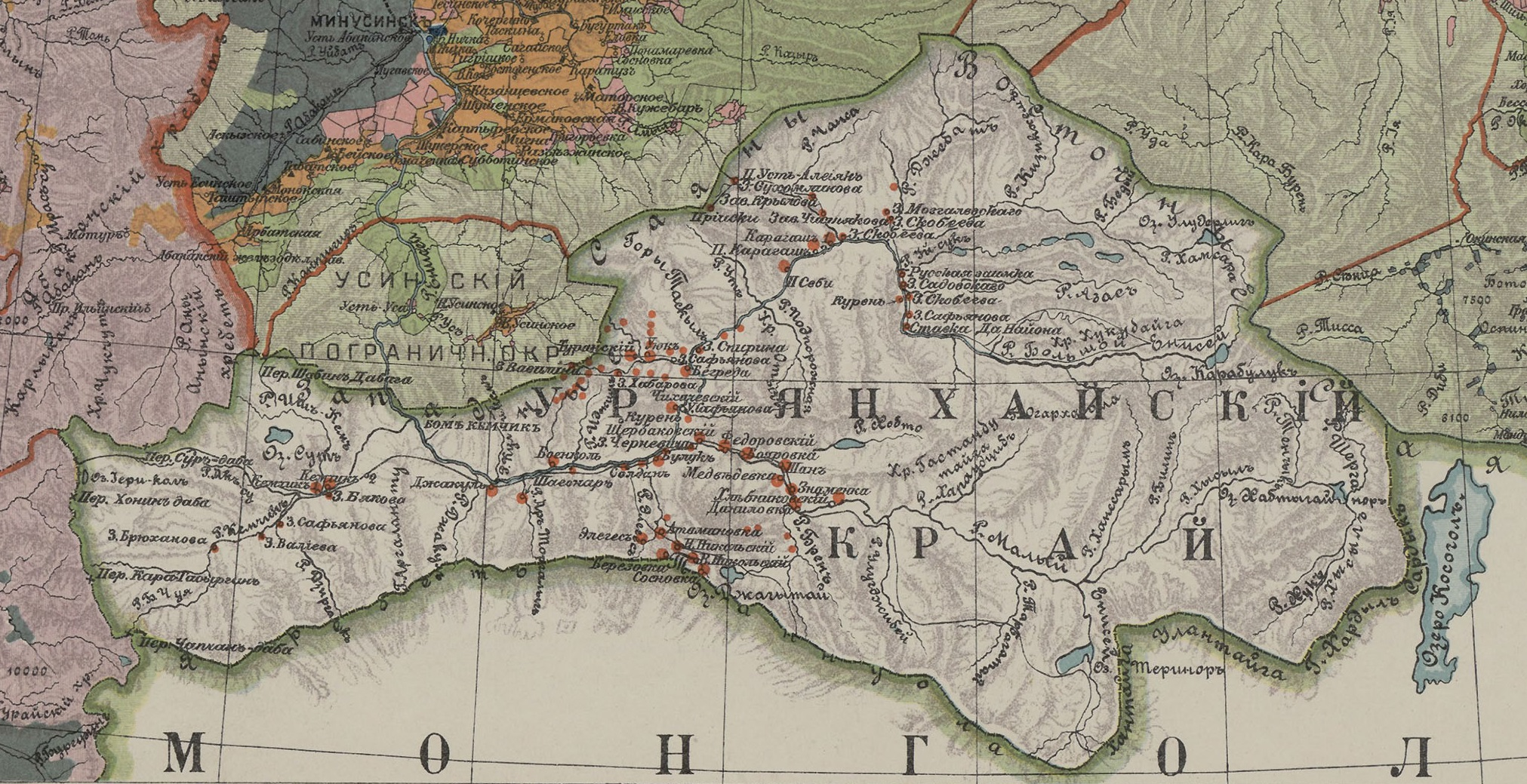
1914年的烏梁海邊疆區，範圍較目前的圖瓦有些許差異

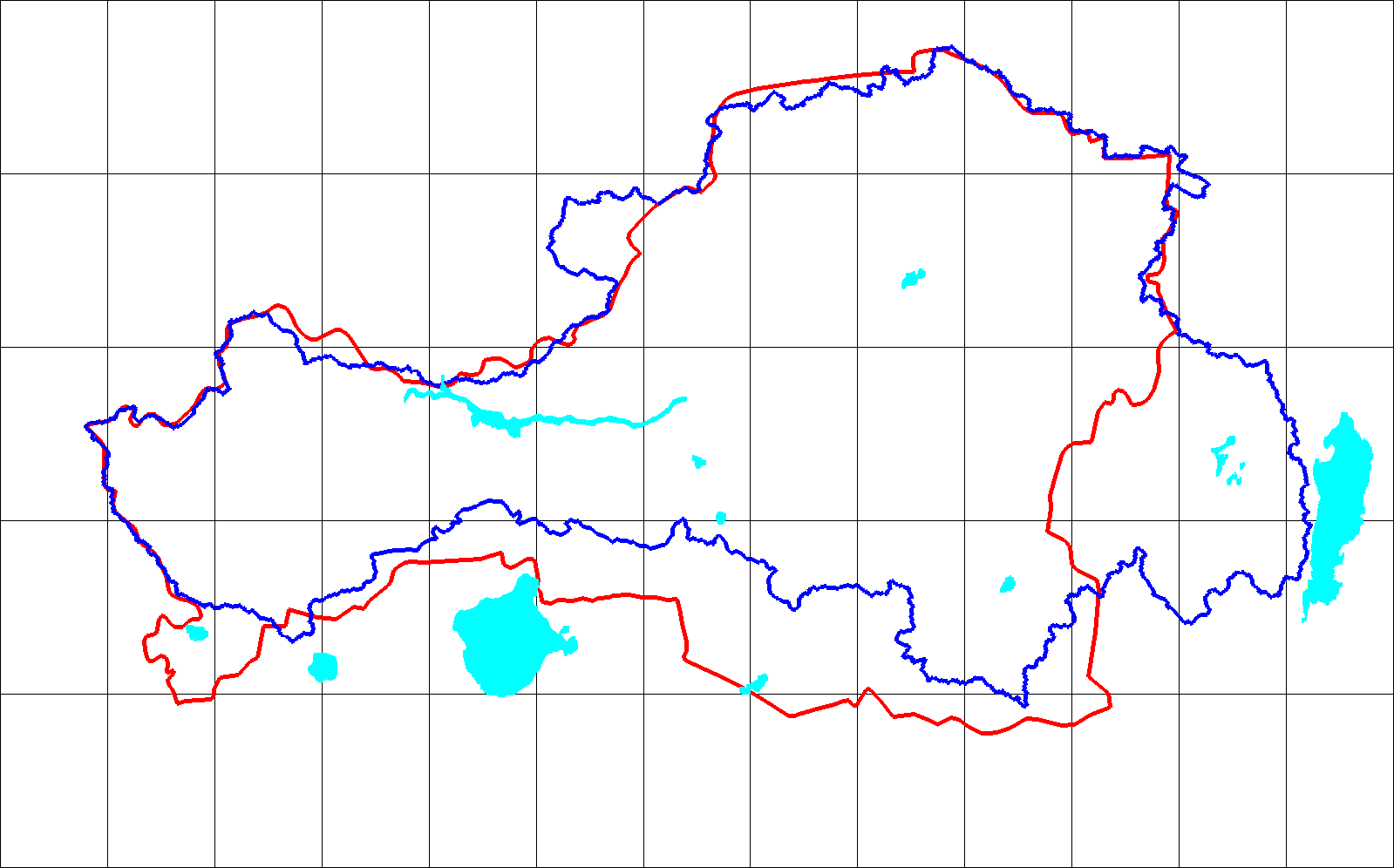
图瓦在1914年的领土边界（蓝色），图瓦在1954年的领土边界（红色）

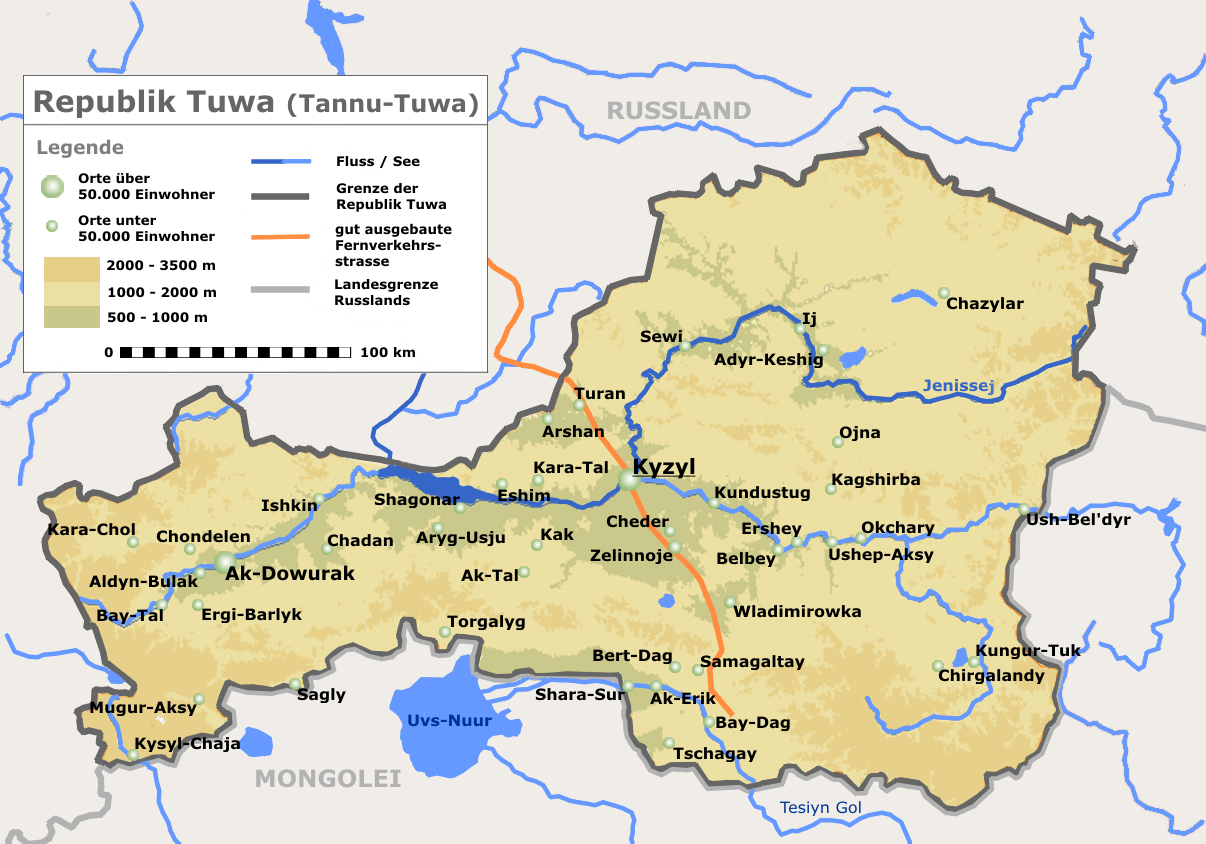
图瓦在1954年之后的版图

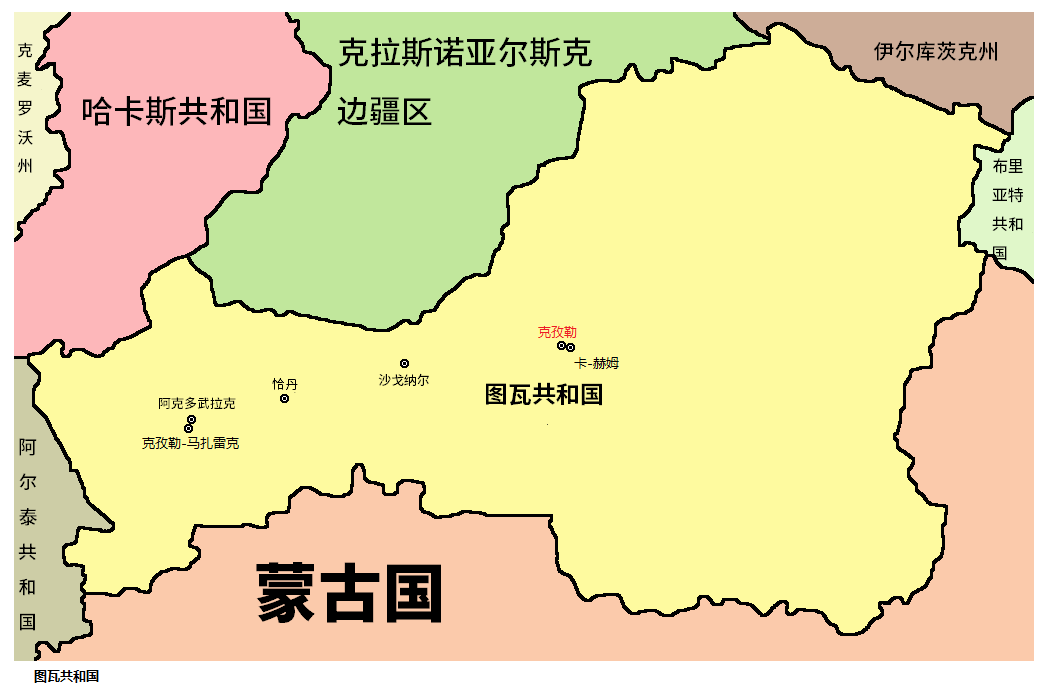
目前的图瓦共和国版图（简体中文）

图瓦共和国（羅馬化：Respublika Tyva），通稱图瓦（Тува），是俄罗斯联邦中的一个联邦主体，是西伯利亚联邦管区的一个共和国，首府为克孜勒。图瓦共和国位于蒙古国西北、西伯利亚以南。唐代稱都播國、都波國，元代稱謙州，清代稱唐努烏梁海。

## 历史
从1207年至17世纪末，图瓦一带为林中百姓的一部乌梁海的所在地，一直归蒙古人（蒙古帝国、元朝、北元等）管辖。17世纪末，清军击败准噶尔汗国军队后归清朝管辖。清代，該地分為以唐努旗為首的五個內屬旗和若干佐領。
1911年辛亥革命爆发后，外蒙古宣布独立，而俄罗斯帝国亦在圖瓦策劃獨立活動。1914年，俄国出兵占领图瓦，成立保护国乌梁海边疆区。1917年爆发的俄国革命推翻了俄罗斯帝国。图瓦的大部分地區于1918年7月5日至1919年7月15日，被亚历山大·高爾察克的白軍佔領。彼得·伊万诺維奇·圖爾恰尼諾夫为该地区的統治者。1918年秋天，图瓦西南部被中国北洋政府军队所占领，南方被哈丹巴特尔·马格萨加夫所领导的蒙古军队所占领。1919年7月至1920年2月，蘇聯红军佔領了图瓦。1920年2月19日至1921年6月，中華民國軍隊佔領圖瓦，統治者為嚴式超。1921年8月14日，布爾什維克成立了唐努圖瓦人民共和國，通稱唐努图瓦。1926年，首都「別洛查爾斯克」（Белоца́рск）改名为「克孜勒」（Кызыл），意思是红色。在20世纪20年代，图瓦名義上成为一个独立的国家，但作为苏联的卫星国始终在其控制下。图瓦虽然有自己的“呼拉尔”（议会），但是没有选举权。1926年起改称图瓦人民共和国。1944年10月，又被并入蘇聯的俄羅斯蘇維埃聯邦社會主義共和國，享有俄羅斯自治州的权利。1961年10月，图瓦自治州改名为圖瓦蘇維埃社會主義自治共和國。苏联解体后，1993年改名为图瓦共和国，仍留在俄罗斯联邦内。

### 中華民國歷史上對其的主張
1921年唐努圖瓦宣告獨立和1944年圖瓦人民共和國加入蘇聯均未獲得该地区原主权所属国家中華民國的承認。1945年，国民政府與蘇聯簽署《中蘇友好同盟條約》，兩國外交换文声明決定以外蒙古獨立公民投票的方式解決爭端，中華民國並於次年初正式承認外蒙古之獨立，但当时有观点认为唐努圖瓦並不在此投票範圍，因此仍隶属于中国。1948年5月，中華民國駐蘇聯大使傅秉常照會蘇聯外交部聲明唐努烏梁海係中華民國領土。後中華民國政府於1953年宣布廢止《中蘇友好同盟條約》，不再承认外蒙古的独立。但由于政府因内战失败於1949年遷往台灣，外蒙古已不再是其关注的核心利益。1961年10月27日，蒙古人民共和国加入聯合國，时任常任理事国的中华民国受蘇聯以外交抵制为要脅而并未加以反对，默认蒙古的主權國家地位。而对于唐努烏梁海，冷戰結束後，中華民國外交部表示為推動与俄罗斯的雙邊關係，尊重國際社會的共識，認同图瓦共和国為俄羅斯聯邦主體之一。中华民国外交部網站上的俄罗斯地圖也包含图瓦。

## 政府
國家管理機構：圖瓦為主席制共和國，共和國結構於1993年被承認。最高法律機關為上議院，五年選舉一次。執行機構為以主席為首的部委員會。

### 政府領導人
- 共和國大呼拉爾立法院主席：維塔利·格里戈里耶維奇·瓦利科夫
- 共和國大呼拉爾主席：霍努克-奧奧爾·蒙古施
- 共和國政府主席：卡拉-奧奧爾·紹爾班·瓦列里耶維奇

## 行政區劃

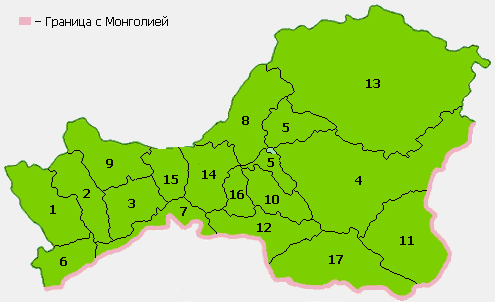

圖瓦共和國下辖17個區（旗）、1個共和國直轄市、4個區級市、3個市鎮，村蘇維埃（蘇木）管轄的地區有117個。
1. 拜泰加區
2. 巴伦-赫姆奇克区
3. 蘇特霍爾區
4. 准-赫姆奇克区
5. 恰霍爾區
6. 烏盧格赫姆區
7. 皮赫姆區
8. 托贾区
9. 克孜勒区
10. 克孜勒市
11. 切季霍爾區
12. 坦德區
13. 卡赫姆區
14. 蒙贡泰加区
15. 奧維尤爾區
16. 捷列霍尔区
17. 捷斯赫姆区
18. 埃爾津區
19. 阿克多武拉克市

## 主要城市
- 克孜勒：圖瓦共和國首都，建於1914年，距莫斯科4668公里。
- 阿克多武拉克
- 沙戈納爾
- 恰丹
- 圖蘭

## 自然地理
- 面积：170 500km²
- 气候：温带大陆型气候，冬季寒冷，夏季温暖。一月份平均气温−32 °C ，七月份平均气温+18 °C
- 地形：四周被赛留格木山、唐努乌拉山、西萨彦岭和东萨彦岭环抱，东部为上叶尼塞盆地。境内主要河流为叶尼塞河。地貌以森林、草甸和草原为主。
- 自然资源：图瓦的主要矿藏包括金矿(主要以砂金形式存在)、铜、铱、铁矿(分布在赫姆奇克河流域)、煤、云母、岩盐、石棉、石墨、大理石、菱镁、硫磺。境内矿泉众多。河流和湖泊内渔产丰富。
- 时区：图瓦位于克拉斯诺亚尔斯克时区(UTC+7)。

## 人口
人口为307,930人（2010年）。主要民族包括图瓦族（82%）、俄罗斯族（16.3%），还有少量其他民族。
在克孜勒以外的其他定居點幾乎沒有俄羅斯人，不过也有一些俄羅斯族旧礼仪派信徒分佈在共和国偏遠地區。蘇聯時期，隨著無神論意識形態的日漸深入，旧礼仪派信徒們越來越多地進入針葉林，以免與外界接觸。旧礼仪派的主要主要村莊是叶尔热伊（俄语：Эржей）。

### 宗教
圖瓦人普遍信仰兩種宗教：藏傳佛教和薩滿教。他们和中国的裕固族是僅有的兩個主要信仰藏傳佛教和薩滿教的突厥語族群。
16和17世紀，藏傳佛教开始在圖瓦人中开始传播。 在蘇聯時期的限制性政策下，宗教活動有所減少，但現在正蓬勃發展。

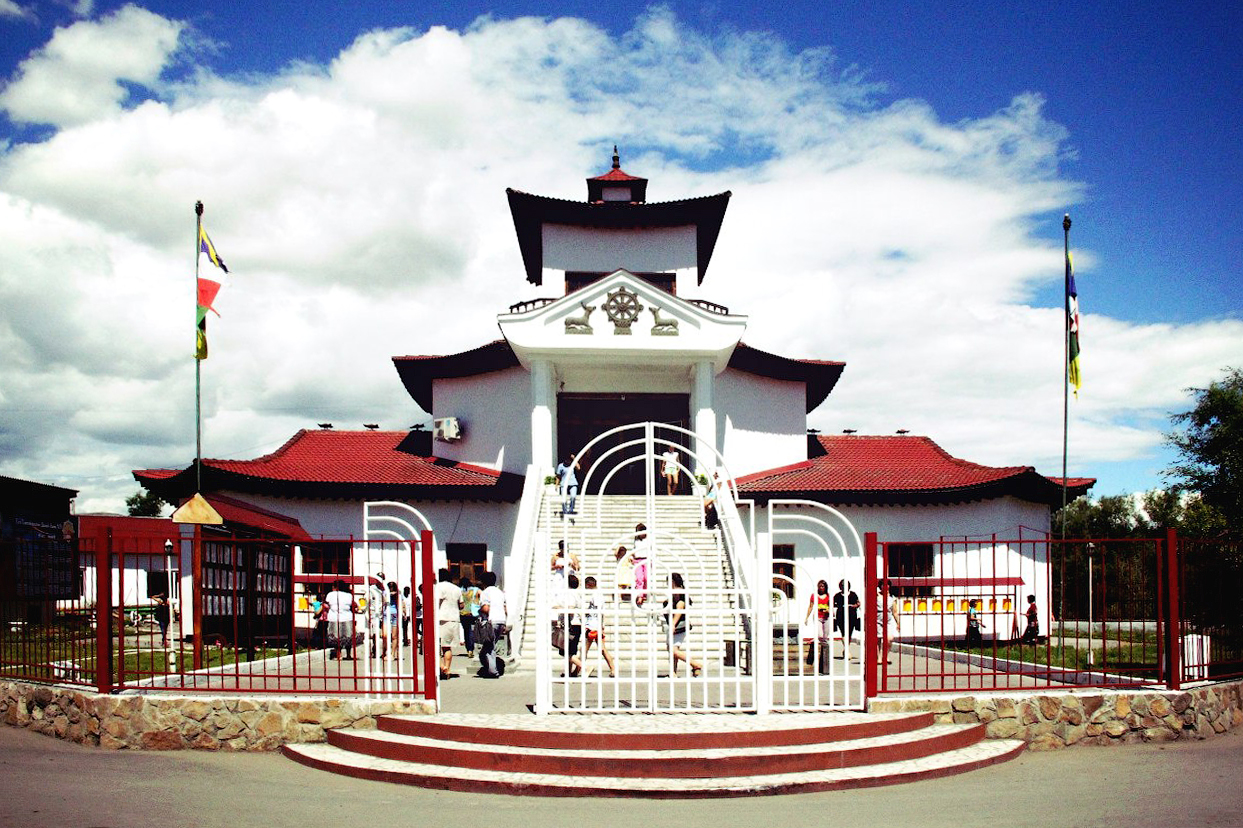
克孜勒的采申林格寺

根據2012年的一項調查，圖瓦共和国人口中有61.8％信奉佛教，8％信奉萨满教，1.5％信仰東正教，1％信仰基督教。 此外，有7.7％的人信仰其他宗教或未回答，有8％的人口自称“精神信仰但非宗教”，还有12％的人口是無神論者。

## 經濟
圖瓦共和國是東西伯利亞經濟區的組成部分。它是一個農業國，同時又蘊含著豐富的礦藏。圖瓦共和國分為3個基本經濟區：中心區——人口最密集的主要工業區，包括克孜勒、阿克多武拉克、恰丹；南部畜牧業區是最重要的農業畜牧業區；東北區——木材加工、狩鹿及漁業区。
根据人类发展指数，图瓦共和国是俄罗斯最不发达的地区。

### 工業
图瓦的采矿业正在发展中（煤炭，钴，黄金等）。 食品加工，木材和金属加工行业也很发达。 大多数工业生产集中在首都克孜勒和阿克多武拉克。 

### 農業
圖瓦共和國是一個專業生產畜產品的農業國，80%多的產品為畜產品。農業經營用地約500萬公頃，占共和國領土的三分之二。其中耕地為50萬公頃，草場為10萬公頃，牧場為400多萬公頃。

## 交通運輸
圖瓦共和國的主要交通方式是汽車。主要公路幹線有阿克多武拉克—克孜勒—阿巴坎—克拉斯諾亞爾斯克。
有一条从克拉斯诺亚尔斯克边疆区库拉吉诺到克孜勒的铁路正在修建。

## 文化

### 音乐
图瓦人因喉音唱法而著名。较为出名的歌手有珊蔻·娜赤娅克等。

### 宗教
圖瓦是世界上為數不多的保留薩滿教作為傳統文化一部分的地方之一。在圖瓦，薩滿教與佛教和平共處。佛教與許多民間儀式，假期和民間藥品有關。 圖瓦的佛教中心是位于恰丹的乌斯图-胡雷埃寺以及克孜勒的采申林格寺。 

### 体育

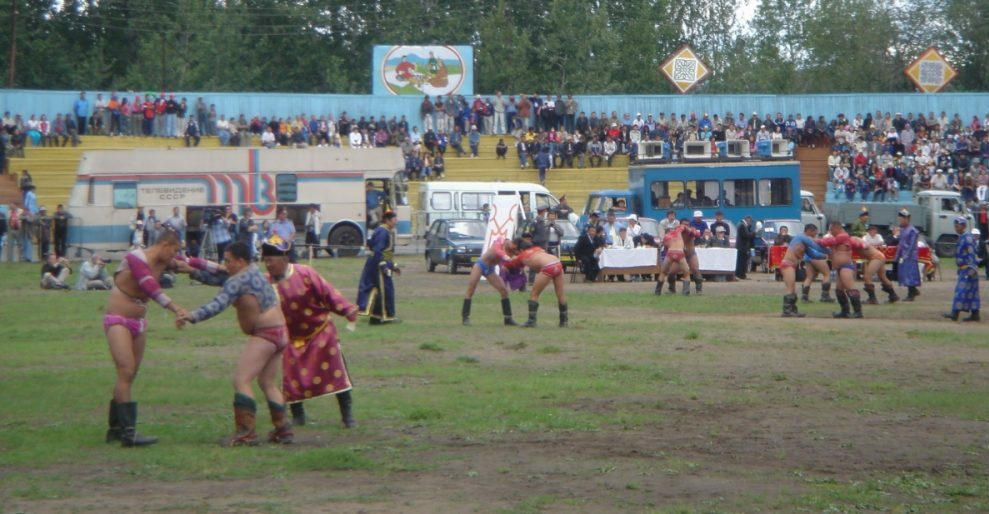
图瓦的摔跤比赛

俄式冰球在图瓦流行。蒙古式摔跤和大多數武術也都非常受歡迎。與騎馬相關的運動在該地區也很重要。

## 出身名人
- 謝爾蓋·紹伊古：俄羅斯聯邦安全會議秘書。
- 狼雅外喜義：日本十兩級力士。

### 引用
1. ↑   (President of the Russian Federation. Decree #849 of May 13, 2000 On the Plenipotentiary Representative of the President of the Russian Federation in a Federal District. Effective as of May 13, 2000).
2. ↑   (Gosstandart of the Russian Federation. #OK 024-95 December 27, 1995 Russian Classification of Economic Regions.  2. Economic Regions, as amended by the Amendment #5/2001 OKER. ).
3. ↑  Constitution, Article 10.2
4. ↑  Constitution, Article 10.3
5. ↑  Федеральная служба государственной статистики (Federal State Statistics Service). . Всероссийская перепись населения 2002 года (All-Russia Population Census of 2002). Federal State Statistics Service. 2004-05-21  [2011-11-01] （俄语）.
6. 1 2  俄羅斯聯邦國家統計局.  [2010 All-Russian Population Census, vol. 1]. Всероссийская перепись населения 2010 года [2010 All-Russia Population Census]. 俄羅斯聯邦國家統計局. 2011 （俄语）.
7. ↑  . 俄羅斯聯邦統計局.   [2019年1月23日].
8. ↑  . Официальный интернет-портал правовой информации. 2011-06-03  [2019-01-19] （俄语）.
9. ↑  Constitution, Article 5.1
10. ↑  . Constitution.ru. （原始内容存档于2018-12-25）.
11. ↑  世界分国精图，1946年上海：大中国图书局
12. ↑  .   [2013-04-17]. （原始内容存档于2013-06-22）.
13. ↑   (PDF). 原始内容存档于2011-09-09.
14. ↑  Kommersant. . （原始内容存档于2016-04-04）.
15. ↑  BBC News. . September 19, 2009. （原始内容存档于2020-02-29）.
16. ↑  sreda.org. . （原始内容存档于2017-12-06）.
17. ↑   (PDF). （原始内容 (PDF)存档于2018-01-27）.